# Exquisite Sinner
Exquisite Sinner is een Amerikaanse dramafilm uit 1926 onder regie van Phil Rosen en Josef von Sternberg. De film is wellicht zoekgeraakt.

## Verhaal
De Franse soldaat Dominique Prad herstelt aan zee van zijn verwondingen. Als hij een zigeunergemeenschap ziet, wil hij samen met zijn vriendin wegvluchten van de maatschappij. Hij krijgt bericht dat zijn oom is gestorven en dat hij de leiding over diens zijdefabriek moet overnemen. Dominique wordt directeur van de fabriek, maar hij maakt liever schilderijen. Zijn twee zussen vernielen zijn werk, omdat ze hem een nietsnut vinden.

## Rolverdeling
| Acteur           | Personage         |
| ---------------- | ----------------- |
| Conrad Nagel     | Dominique Prad    |
| Renée Adorée     | Silda             |
| Paulette Duval   | Yvonne            |
| Frank Currier    | Kolonel           |
| George K. Arthur | Adjudant          |
| Matthew Betz     | Zigeunerkoning    |
| Helena D'Algy    | Zus van Dominique |
| Claire Du Brey   | Zus van Dominique |
| Myrna Loy        | Levend standbeeld |